# 関有一
関 有一（せき ゆういち、1951年 - ）は、日本の総務官僚。消防庁審議官や、総務省大臣官房審議官、総務省行政評価局長等を経て、中央大学総合政策学部教授。

## 人物・経歴
群馬県出身。群馬県立渋川高等学校を経て、1975年東北大学法学部卒業、行政管理庁入庁。1979年コーネル大学大学院政治学研究科修士課程修了。行政管理庁行政監察局企画担当課長補佐、総務庁行政管理局行政手続法制定準備室長等を歴任し、行政手続法策定などにあたった。
1999年総務庁長官官房会計課長。2001年総務省中国四国管区行政評価局長。2002年総務省郵政企画管理局次長。2003年消防庁審議官。2004年総務省大臣官房審議官。2005年総務省関東管区行政評価局長。2007年総務省行政評価局長。2009年財団法人簡易保険加入者協会監事。2015年中央大学総合政策学部教授。静岡市政策・施策外部評価委員会委員長なども務めた。2021年瑞宝中綬章受章。

## 著書
- 『わかりやすい行政手続法』（南博方と共著）有斐閣1994年